# Colin Heathcock
Colin Yang Siqi Heathcock, né le 20 décembre 2005 à Pékin, est un escrimeur germano-américain ayant pendant une courte période représenté l'Allemagne, avant d'opter pour les États-Unis. Grand espoir du sabre mondial, le maître Christian Bauer le décrit comme un « génie » de sa discipline. Il est double champion du monde junior, médaillé de bronze mondial par équipes senior et, à seulement 18 ans, vainqueur d'une étape de Grand Prix de la Coupe du monde d'escrime.

## Carrière
Né à Pékin, il déménage à l'âge de 10 ans à Palo Alto, Californie avec sa famille. Dès 2019, il rejoint la France pour s'entraîner sous la direction de Christian Bauer. Il devient champion du monde junior une première fois en 2022, sous les couleurs de l'Allemagne
. L'année suivante il répète cette performance, cette fois représentant les États-Unis.
Il obtient une première médaille mondiale senior aux championnats du monde 2023, en aidant son équipe à gagner la petite finale contre l'équipe de France d'une seule touche (45-44). Lors de l'épreuve individuelle, il s'était incliné au second tour contre l'Italien Michele Gallo (12-15).
Il gagne en janvier 2024 un premier tournoi senior au Grand Prix de Tunis, avec entre autres une victoire contre Áron Szilágyi.

## Palmarès
- Championnats du monde d'escrime
  -  Médaille de bronze par équipes aux championnats du monde 2023 à Milan

- Championnats panaméricains d'escrime
  -  Médaille d'or par équipes : 2023

## Classement en fin de saison
| Année | 2022 | 2023 |
| ----- | ---- | ---- |
| Rang  | 86   | 27   |